# Mike Paul Kuekuatsheu
 (janvier 2022).
Michaël Paul, mieux connu sous son nom de scène Mike Paul Kuekuatsheu, est un auteur-compositeur-interprète Innu du Canada, né le 3 décembre 1979 à Mashteuiatsh, dans le nord-est du Canada. Il est également producteur. L'album "Origine" paru en 2018 lui a valu deux nominations, l'une aux Indigenous Music Awards (2019) et l'autre au prix de musique folk Canadien (2020). À cette date, il commence une carrière internationale, se produisant en France, aux États-Unis et au Canada. En 2021, il lance l'album Ashuapmushuan, se démarquant sur la scène québécoise avec une tournée d'une trentaine de spectacles, dont plusieurs festivals d'envergure. Il est également auteur d'un livre de contes,, conférencier et militant pour l'environnement et la préservation de Nitassinan.

## Biographie

### Débuts
Né en 1979, Mike Paul Kuekuatsheu grandit à  Mashteuiatsh, une petite communauté Innue où vivent deux mille personnes, dont le nom signifie "Là où il y a une pointe" située au Saguenay Lac-St-Jean. C'est sur les rives du lac St-Jean - "Pekuakami" en Innu -, ce lieu de rassemblement ancestral et d'échange de nations autochtones, qu'il s'empreint de sa culture ancestrale et se familiarise avec la musique, découvrant la guitare par une grand-mère maternelle et un oncle abénaqui.
À l'adolescence, Mike se lance dans la musique occidentale avant d'être initié au "teueikan", un tambour traditionnel innu. À l'époque, il écoute du rock et se passionne pour Jimi Hendrix et Link Wray, un guitariste shawnee, pionnier de cette mouvance ; autant d’influences lui donnant la motivation de se mettre à faire de la musique, puis composer des chansons. Au fil du temps, son style s'affirme et emprunte de nouvelles nuances, le rock prend progressivement des tonalités folk-pop-country,.

### Carrière
Mike Paul commence sa carrière - sous le nom de scène Mike O'Cleary - avec l'album "Kassinu auenitshe ute assitsh" (Tous les êtres vivants sur terre) en  2008.
Dix années plus tard, Origine  le propulse sur la scène internationale, un succès qui lui vaut des nominations aux Indigenous Music Awards et le prix de musique folk Canadien en 2019; des distinctions faisant croître sa popularité et passer régulièrement ses titres sur différentes stations de radios.
L'année 2021 lui fait enchaîner évènements et festivals, et sortir, "Ashuapmushuan", son tout dernier album en juin 2021. Il se classe aussitôt en 6e position du palmarès national "Indigenous music Countdown", top 40 diffusé sur Sirius, une place appréciable pour une chanson francophone et innue.
Après s'être produit sur la scène québécoise, il entame une tournée aux quatre coins du Québec, apparaissant successivement au festival Monde & Macadam, Présence Autochtone à Montréal, au Mondokarnaval de Québec, et au spectacle à grand déploiement Québec Issime.

## Influences
Il puise son inspiration dans la musique folk, l'Indie rock, et les chants ancestraux innus. Au fil des années, il s'essaie à plusieurs genres musicaux qui lui donneront cette touche personnelle distinctive alliant des nuances folk, à du rock traditionnel et progressif, agrémenté des vibrations particulières du tambour. Ses chansons s'inspirent de la nature, et de cette alliance spirituelle avec le monde des esprits des animaux. Dans ses textes chantés en français et dans sa langue natale – l'Innu-aimun - sont évoqués des sujets tels que le nomadisme des terres du nord, les problèmes environnementaux du territoire, l'extinction des hordes de caribou ainsi que la poésie innue. Toute sa musique est imprégnée de références culturelles valorisant les connaissances ancestrales et le respect des valeurs innues.
Spécialiste des contes et légendes, c'est aussi un conférencier engagé pour la préservation de sa culture et de sa langue.

## Discographie
- 2008 : "Kassinu auenitshe ute assitsh"[15]
- 2018 : "Origine"[16]
- 2021 : "Ashuapmushuan"[17]

## Tournées internationales
Pionnier dans la musique au sein de sa communauté depuis vingt-huit ans, ses performances sont une source d'inspiration pour les jeunes Autochtones
2019 : Son deuxième album "Origine" est nommé au Canadian folk music Awards et aux Indigenous music Awards. La même année, il monte sa production qu'il nomme Nitassinan.
2020 : tournée en France, aux États-Unis et au Canada.
2022 : tournée de promotion de l'album "Ashuapmushuan", au Québec et Nunavut.

## Prix distinction
- nommé au Gala Teweikan en 2022[19].
- nommé Native american music awards 2022, catégorie Best traditional voice video pour le videoclip "Ashinetau"
- Lauréat Indigenous Superstars 2022 sous le nom de "Michael Paul" dans les catégories "Best Rock", et "Best Indigenous Language/Inuk"[20]
- récipiendaire bourse impulsion CALQ[21].
- nommé Indigenous music Awards 2019[22]
- nommé  prix de musique folk canadienne 2020[2].

## Videoclip militant
Mike Paul a participé à une manifestation anti GNL en 2021. Son vidéoclip "Ashinetau" (soyons fier) un hymne indie rock en opposition au projet de gaz GNL a été vu plus de 15 000 fois sur Youtube. Avec sa chanson Ilnu utapelitamun il évoque la nécessité des premiers Peuples à s’autodéterminer. La 11e piste de son album, Athikuapui, reprend un chant ancien de son peuple; Mike a consulté des ainés et demandé l’aide de la poétesse Joséphine Bacon pour traduire ce chant en shash nehlueun, le dialecte ancien du territoire.